# ジェームズ・タイトラー

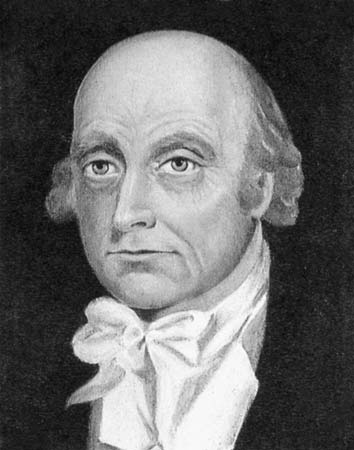
ジェームズ・タイトラー

ジェームズ・タイトラー（James "Balloon" Tytler 、1745年12月17日 - 1804年1月11日）は、スコットランドの著述家、航空のパイオニアである。モンゴルフィエ兄弟の気球による飛行の翌年の1784年8月スコットランドで熱気球の飛行に成功した。またブリタニカ百科事典の著者のひとりである。
アンガスのFearnに生まれた。外科医の教育を受け、薬剤師の仕事を始めた。多くの著書を出版し、ブリタニカの第2版の執筆も行なった。1783年のモンゴルフィエ兄弟の熱気球の成功のニュースを受けて、1784年に熱気球の製作を行ない8月24日エディンバラで高さ40 フィート（以降ft）で半マイルの熱気球の飛行に成功した。最初の飛行の目撃者は少なかったが、飛行のニュースは4日後の第2回目の飛行に多くの観客を集めて100 ftの高さで飛行して見せた。その後の飛行には成功せず、当時スコットランドにいたイタリア人ヴィンチェンゾ・ルナルディ（Vincenzo Lunardi ）が翌年、5回の見事な飛行を見せたためにタイトラーの飛行は忘れられた存在になってしまった。
1793年からブリタニカの3版の記事の執筆を始めるが、反政府的なパンフレットを書いたことによって起訴されたため、スコットランドからアイルランドに亡命し、さらにアメリカ合衆国に渡り、1804年マサチューセッツ州のセイラムで没した。